# Instituto Diplomático

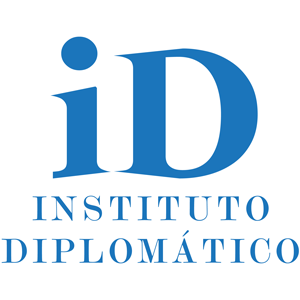
Logotipo do Instituto Diplomático

O Instituto Diplomático assegura a formação do pessoal do quadro do Ministério dos Negócios Estrangeiros de Portugal. Tem ainda por missão manter a Biblioteca e o  Arquivo Histórico Diplomático deste ministério. 